# Anna Swenn-Larsson
Anna Swenn-Larsson, née à  Mora le 18 juin 1991, est une skieuse alpine suédoise.

## Carrière
Elle participe à ses premières courses FIS en 2006.
Elle fait ses débuts en Coupe du monde en décembre 2010 à Courchevel, marquant des points (26e). Elle est ensuite médaillée d'argent aux Championnats du monde junior en 2011 en slalom.
Elle prend part aux Jeux olympiques d'hiver de 2014, terminant onzième du slalom, puis monte sur son premier podium en Coupe du monde à Åre, en Suède.
Elle concourt aux Jeux olympiques d'hiver de 2018, où elle est cinquième du slalom.
En 2019, elle devient vice-championne du monde de slalom derrière Mikaela Shiffrin. Ce même mois de février voit Swenn-Larsson ajouter deux podiums en Coupe du monde à son computer. Elle se hisse au quatrième rang mondial en slalom au classement final 2018-2019.

## Palmarès

### Jeux olympiques
| Édition / Épreuve   | Slalom | Combiné alpin |
| ------------------- | ------ | ------------- |
| JO 2014 Sotchi      | 11e    | -             |
| JO 2018 Pyeongchang | 5e     | 5e            |
| JO 2022 Pékin       | 9e     | -             |

### Championnats du monde
| Édition / Épreuve                 | Slalom géant | Slalom  | Combiné alpin | Par équipes |
| --------------------------------- | ------------ | ------- | ------------- | ----------- |
| Mondiaux 2013 Schladming          | -            | 23e     | -             | -           |
| Mondiaux 2015 Vail - Beaver Creek | -            | 22e     | -             | Bronze      |
| Mondiaux 2017 Saint-Moritz        | -            | 16e     | -             | -           |
| Mondiaux 2019 Åre                 | -            | Argent  | -             | 5e          |
| Mondiaux 2023 Courchevel-Méribel  | -            | Abandon | -             | -           |

### Coupe du monde
- Meilleur classement général : 11e en 2019.
- 16 podiums dont 2 victoires.
- 1 victoire par équipes.

#### Différents classements en Coupe du monde
| Année/Classement | Année/Classement | Général | Général | Descente | Descente | Slalom | Slalom | Slalom géant | Slalom géant | Super G | Super G | Combiné | Combiné | Parallèle | Parallèle |
| ---------------- | ---------------- | ------- | ------- | -------- | -------- | ------ | ------ | ------------ | ------------ | ------- | ------- | ------- | ------- | --------- | --------- |
| Année/Classement | Année/Classement | Class.  | Points  | Class.   | Points   | Class. | Points | Class.       | Points       | Class.  | Points  | Class.  | Points  | Class.    | Points    |
| 2011             | 2011             | 122e    | 5       | -        | -        | 58e    | 5      | -            | -            | -       | -       | -       | -       | -         | -         |
| 2012             | 2012             | 55e     | 133     | -        | -        | 21e    | 133    | -            | -            | -       | -       | -       | -       | -         | -         |
| 2013             | 2013             | 53e     | 127     | -        | -        | 20e    | 127    | -            | -            | -       | -       | -       | -       | -         | -         |
| 2014             | 2014             | 39e     | 195     | -        | -        | 9e     | 195    | -            | -            | -       | -       | -       | -       | -         | -         |
| 2015             | 2015             | 53e     | 120     | -        | -        | 20e    | 120    | -            | -            | -       | -       | -       | -       | -         | -         |
| 2016             | 2016             | 60e     | 121     | -        | -        | 19e    | 121    | -            | -            | -       | -       | -       | -       | -         | -         |
| 2017             | 2017             | 94e     | 26      | -        | -        | 35e    | 26     | -            | -            | -       | -       | -       | -       | -         | -         |
| 2018             | 2018             | 30e     | 291     | -        | -        | 9e     | 291    | -            | -            | -       | -       | -       | -       | -         | -         |
| 2019             | 2019             | 11e     | 486     | -        | -        | 4e     | 486    | -            | -            | -       | -       | -       | -       | -         | -         |
| 2020             | 2020             | 18e     | 315     | -        | -        | 5e     | 235    | -            | -            | -       | -       | -       | -       | 4e        | 80        |
| 2022             | 2022             | 41e     | 208     | -        | -        | 10e    | 208    | -            | -            | -       | -       | -       | -       | -         | -         |
| 2023             | 2023             | 18e     | 470     | -        | -        | 5e     | 470    | -            | -            | -       | -       | -       | -       | -         | -         |

|           | Slalom     | Slalom Géant | Total |
| --------- | ---------- | ------------ | ----- |
| 2022-2023 | Killington |              | 1     |
| 2023-2024 | Soldeu     |              | 1     |
| Total     | 2          |              | 2     |

### Championnats du monde junior
| Épreuve / Édition           | Descente | Super G | Slalom géant | Slalom  | Combiné |
| Mondiaux 2008 Formigal      | -        | -       | -            | Abandon | -       |
| Mondiaux 2009 Garmisch      | -        | -       | 31e          | Abandon | -       |
| Mondiaux 2010 Les Houches   | -        | 52e     | 23e          | 21e     | -       |
| Mondiaux 2011 Crans Montana | -        | Abandon | Abandon      | Argent  | -       |

### Coupe d'Europe
- Gagnante du classement de slalom en 2017.
- 7 victoires en slalom.

### Championnats de Suède
- Championne de slalom en 2010, 2014, 2015 et 2019.